# Madonna Litta
Madonna Litta – obraz przedstawiający Madonnę karmiącą piersią Dzieciątko, namalowany ok. 1488–1490 roku, znajdujący się w zbiorach Ermitażu w Petersburgu. Autorstwo obrazu wzbudza kontrowersję. Przez lata przyjmowano, że obraz namalował Leonardo da Vinci. Obecnie zakłada się, że obraz namalował któryś z uczniów Leonarda samodzielnie lub we współpracy z mentorem.

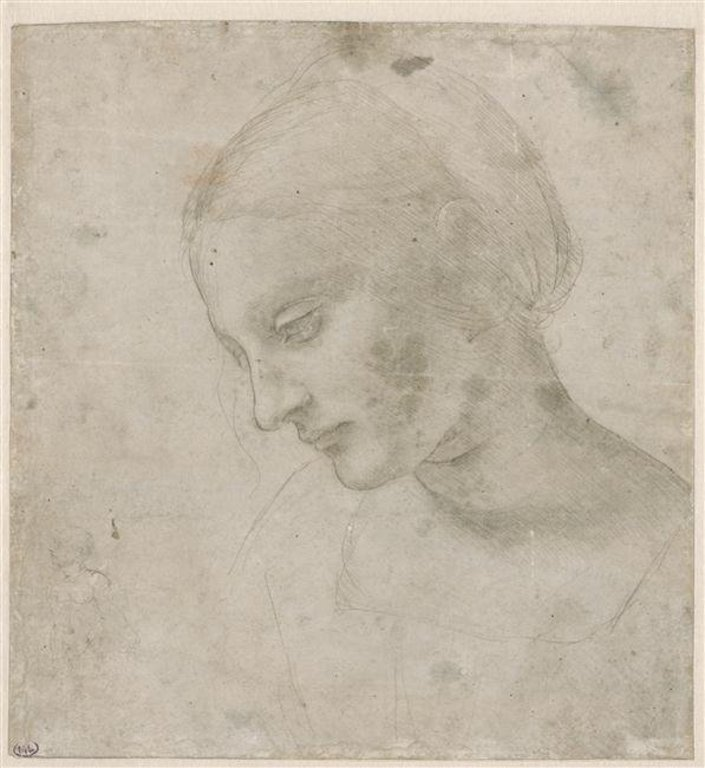
Studium głowy kobieciej z ok. 1490 roku

Obraz został prawdopodobnie opisany przez Marcantonia Michiela w 1543 roku. Wówczas Madonna miała należeć do mieszkańca Wenecji Michiela Contariniego. Według relacji Johanna Davida Passavanta z 1849 roku, obraz doznał uszczerbku i został częściowo poprawiony. W 1865 roku hrabia Antonio Litta sprzedał obraz carowi Aleksandrowi II. W tym samym roku obraz przeniesiono z deski na płótno.
Ze względu na renowacje i przemalowania część krytyków wyraża wątpliwość, by Madonna Litta został namalowany przez Leonarda. Na wystawie w National Gallery w Londynie w 2011 roku obraz przedstawiono jako autentyczne dzieło Leonarda. Według Alessandra Vezzosiego obraz stworzyli Leonardo da Vinci i jego uczeń Giovanni Antonio Boltraffio. Uczeń miał namalować m.in. oko Dzieciątka. Boltraffio prawdopodobnie jest autorem szkiców Dzieciątka i układu szat. Nie wiadomo, czy rysunki są szkicami przygotowawczymi czy pochodzą z obrazu. Niemiecki historyk sztuki Frank Zöllner sugeruje, że Leonardo opracował kompozycję obrazu, na co może wskazywać znajdujący się w Luwrze Studium głowy kobieciej, wykonany przez Leonarda ok. 1490 roku. Zdaniem historyka sztuki Martina Kempa autorem obrazu był wyłącznie Boltraffio. Antonina Vallentin stwierdziła, że sposób zaprezentowania głowy Madonny zdradza styl Leonarda, podczas gdy sposób nałożenie kolorów na szacie Madonny jest podobny do techniki stosowanej przez Amborgia de’Predis. Wśród autorów obrazu wymieniani byli również: Bernardo Zenale, Bernardino de’Conti, Marco d’Oggiono.